# Markus Scheumann

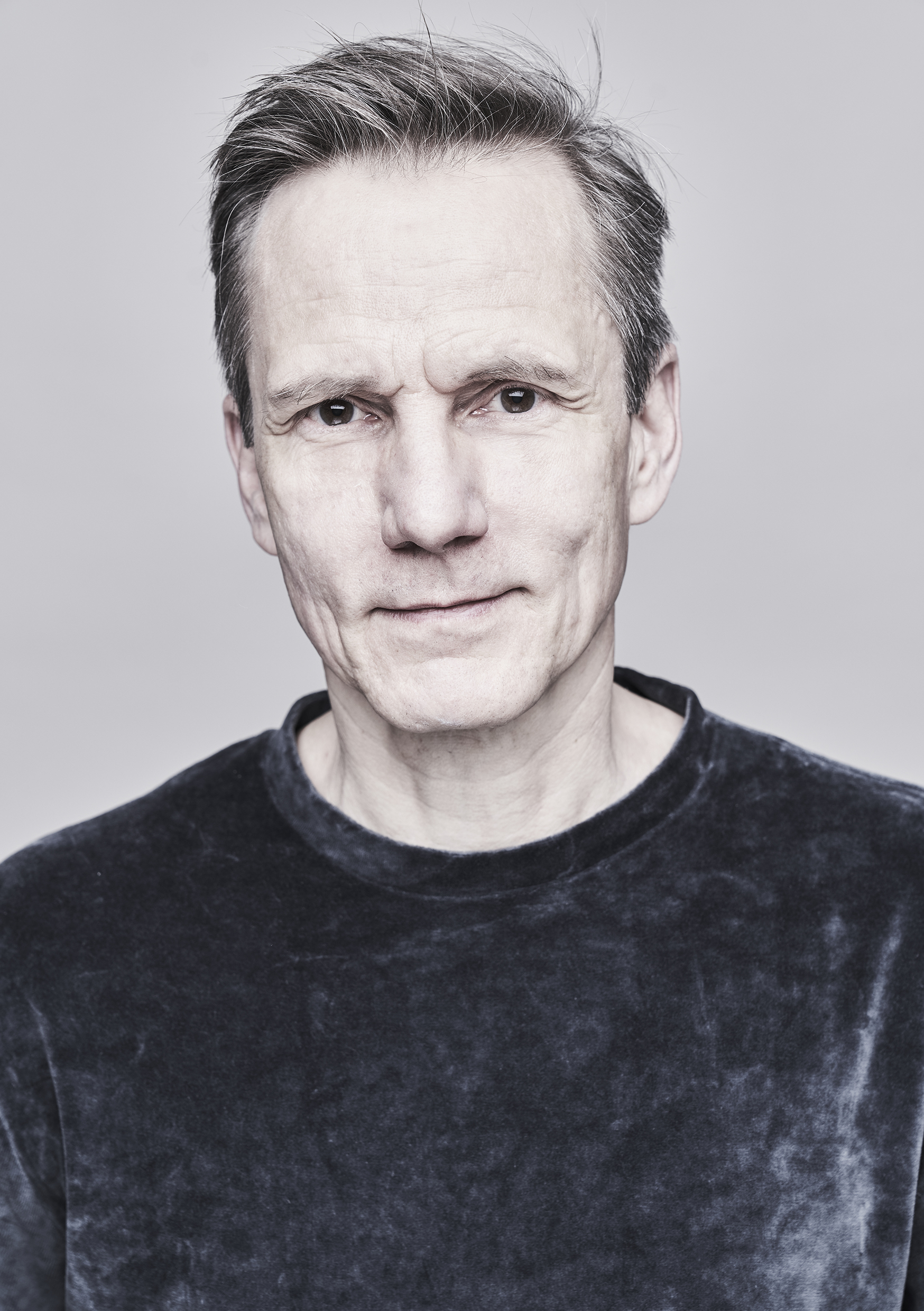
Markus Scheumann, 2024

Markus Scheumann (* 1968 in Dortmund) ist ein deutscher Schauspieler und Sprecher.

## Leben
Nach dem Abitur am Stadtgymnasium in Dortmund absolvierte Markus Scheumann von 1989 bis 1993 seine Schauspielausbildung an der Hochschule für Musik und Theater in Hamburg. Bereits während seiner Ausbildung stand er am Hamburger Thalia Theater in kleineren Rollen auf der Bühne.
Nach seinem Studium führten ihn Festengagements ans Theater Lübeck (1993 bis 1997), das Hessische Staatstheater Wiesbaden (1997 bis 1999) und das Theater an der Ruhr in Mülheim an der Ruhr mit längeren Gastspielreisen u. a. nach Teheran, Bagdad und verschiedene zentralasiatische Hauptstädte (1999 bis 2002).
Während seines darauf folgenden Engagements am Schauspiel Köln (2002 bis 2006) wurde er zweimal in Folge (2004/05) als bester Darsteller beim NRW-Theatertreffen ausgezeichnet. Von 2006 bis 2009 war Markus Scheumann im Ensemble des Düsseldorfer Schauspielhauses. Hier spielte er u. a. in Der Meister und Margarita (Regie Sebastian Baumgarten), Treulose (Regie Oliver Reese) und Kommt ein Mann zur Welt (Regie Rafael Sanchez) sowie in Kasimir und Karoline (Regie Karin Neuhäuser). 2007 wählten ihn Kritiker zum besten Schauspieler in Nordrhein-Westfalen.
Von 2009 bis 2019 war Markus Scheumann festes Ensemblemitglied am Schauspielhaus Zürich und dort u. a. als Rodion Romanowitsch Raskolnikow in Schuld und Sühne (Regie Sebastian Baumgarten), als Touchstone in Wie es Euch gefällt (Regie Sebastian Nübling), als Brick in Katze auf dem heißen Blechdach (Regie Stefan Pucher), als John Proctor in Arthur Millers Hexenjagd (Regie: Jan Bosse), als Dorfrichter Adam in Der Zerbrochene Krug (Regie Barbara Frey), als Astrow in Onkel Wanja (Regie: Karin Henkel), sowie als König Drosselbart in Herbert Fritschs Inszenierung Grimmige Märchen (Schweizer Theatertreffen 2018) zu sehen. Er spielte die Titelrolle in Henrik Ibsens Volksfeind (Regie Stefan Pucher) sowie den Fleischkönig Mauler in Bertolt Brechts Heilige Johanna der Schlachthöfe (Regie Sebastian Baumgarten), die beide zum Berliner Theatertreffen eingeladen wurden.
Als festes Ensemblemitglied des Wiener Burgtheaters spielte er seit 2019 u. a. Hermann in Die Hermannschlacht (Regie Martin Kusej), David in Vögel (Regie Itay Tiran), Kreon in antigone. ein requiem (Regie Lars-Ole Walburg), den Schriftsteller in Die Jagdgesellschaft (Regie Lucia Bihler), Roy Cohn in Engel in Amerika (Regie Daniel Kramer), den Narren in Die gefesselte Phantasie (Regie Herbert Fritsch) und Theseus und Titania in Ein Sommernachtstraum (Regie Barbara Frey).
Markus Scheumann wirkte 2004 und 2018 bei den Salzburger Festspielen und bei der Ruhrtriennale 2021 sowie 2023 mit.
Neben seinen Theaterengagements arbeitet Markus Scheumann auch für das deutsche und Schweizer Fernsehen und Kino, zuletzt im Kinofilm Jagdzeit (2020), präsentierte in Literaturlesungen als deutsche Stimme Roman-Neuerscheinungen von u. a. John Irving, Michael Cunningham und Vladimir Sorokin und sprach Audioguides für das Museum für Gestaltung in Zürich und das Museum für angewandte Kunst (MAK) in Wien.
Er spricht seit 2009 die tägliche Sendung Sternzeit im Deutschlandfunk und wirkte an zahlreichen Hörbüchern, Radiofeatures und Radiohörspielen der Sender WDR, SWR, MDR, SRF und dem Deutschlandfunk mit.

## Hörspiele (Auswahl)
Die ARD-Hörspieldatenbank enthält (Stand: September 2023) für den Zeitraum von 2004 bis 2021 insgesamt 83 Datensätze, bei denen Markus Scheumann als Sprecher geführt wird. Darüber hinaus existieren bei der Datenbank HörDat weitere sieben Datensätze, bei denen er beim Schweizer Sender SRF im Einsatz war.
- 2004: Polina Daschkowa: Die leichten Schritte des Wahnsinns (2 Teile) (Locke) – Bearbeitung und Regie: Peter Rothin (Hörspielbearbeitung, Kriminalhörspiel – WDR)
- 2005: Patricia Highsmith: Tiefe Wasser (2 Teile) (Joel Nash) – Bearbeitung und Regie: Martin Zylka (Hörspielbearbeitung, Kriminalhörspiel – WDR)
- 2006: Karlheinz Koinegg: Jesus und die Mühlen von Cölln (3 Teile) (Johannes der Täufer) – Regie: Martin Zylka (Original-Hörspiel – WDR)
- 2006: Stanisław Lem: Science Fiction Radio: Solaris (2 Teile) (Moddard) – Bearbeitung und Regie: Peter Rothin (Hörspielbearbeitung, Science-Fiction-Hörspiel – MDR)
- 2007: Tom Peuckert: 2009 (Hamlet) – Regie: Leonhard Koppelmann (Originalhörspiel – WDR)
- 2008: Maja Nielsen: Feldpost für Pauline (Ölige Stimme) – Regie: Axel Pleuser (Originalhörspiel, Kinderhörspiel – WDR)
- 2009: Walter Adler: Der eigentliche Zweck des Krieges. Was wissen wir vom Krieg? (Prolog/Bogenschütze 1) – Regie: Walter Adler (Originalhörspiel – WDR)
- 2010: Isabel Allende: Das Geisterhaus (4. Bis 6. Teil) (Esteban Garcia) – Bearbeitung und Regie: Walter Adler (Hörspielbearbeitung – SWR/HR)
- 2011: Oliver Kluck: Die Froschfotzenlederfabrik (Arzt) – Bearbeitung und Regie: Leonhard Koppelmann (Hörspielbearbeitung – SWR)
- 2012: Dirk Schmidt: Radio-Tatort: Noch nicht mal Mord (Wobach) – Regie: Claudia Johanna Leist (Originalhörspiel, Kriminalhörspiel – WDR)
- 2014: Steffen Thiemann: Sandsack (Eddi) – Regie: Thomas Wolfertz (Originalhörspiel – SWR)
- 2015: Bernhard Studlar: Schreckmümpfeli: Sekundensturz (Wohnungsbesitzer) – Regie: Andreas Sauter (Originalhörspiel – SRF)
- 2016: Wolfram Höll, Barblina Meierhans: Das Vogelhaus (Mauersegler) – Regie: Wolfram Höll (Originalhörspiel – SRF)
- 2017: Steven Uhly: Königreich der Dämmerung (2 Teile) (Primann) – Bearbeitung und Regie: Leonhard Koppelmann (Hörspielbearbeitung – SWR)
- 2018: Castle Freeman: Auf die sanfte Tour – Bearbeitung und Regie: Silke Hildebrandt (Hörspielbearbeitung – SWR)
- 2019: Oliver Kluck: Baader Panik (Feist u. a.) – Regie: Leonhard Koppelmann (Originalhörspiel – SWR)
- 2021: Christoph Goldmann: Good Vibrations Movement (Arthur Perelman) – Regie: Matthias Kapohl (Originalhörspiel – WDR)